# Buddhistischer Kanon
Die Lehrreden (Sutras) des Buddha, die disziplinarischen Schriften (Vinaya) und die scholastischen bzw. philosophischen Texte (pi.: Abhidhamma), bilden zusammen den Kanon der Schriften des Buddhismus. Er wird im Allgemeinen mit dem Sanskrit-Ausdruck Tripiṭaka bezeichnet, was auf Deutsch etwa „Dreikorb“ bedeutet. Mit „Kanon“ ist diese Sammlung als eigene Größe bezeichnet. Der Inhalt ist in den einzelnen Sprachbereichen nach Zusammensetzung und Umfang sehr verschieden. Drei Sammlungen sind vor allem wichtig, weil sie vollständig erhalten sind. Das Tipiṭaka (Pali), der Sanzang (chinesisch 三藏, Pinyin Sānzàng, W.-G. San tsang – „drei Schatzhäuser“) Chinas und der Kanjur Tibets. Nicht alle Schulen haben Abhidhamma-Schriften.

## Geschichte
Einer der Gründe, weshalb der historische Buddha (563–483 oder 448–368 v. Chr.) von den Brahmanen
abgelehnt wurde, war seine Leugnung des Offenbarungswertes der heiligen Bücher des Hinduismus, der Veden. Es konnte jedoch nicht verhindert werden, dass nach seinem Tode, der von Buddhisten als Eingehen ins Nirwana bezeichnet wird, der Wunsch aufkam, seine Lehrreden möglichst vollständig und rein zu erhalten. Zur Lebenszeit des Buddha war es in Indien nicht üblich, Texte schriftlich niederzulegen. Der Schrift bediente man sich nur bei Rechtsvereinbarungen. Religiöse Texte wurden üblicherweise durch Auswendiglernen und die Rezitation durch Spezialisten, sogenannte bhāṇaka, tradiert. Deshalb lautet die Einleitung vieler Sūtras (Lehrreden): „So hab ich’s gehört“ (pali: evam me suttam).
Die mündliche Überlieferungsform ist dem Pali-Kanon deutlich abzulesen. Durch die mündliche Weitergabe hatte das kanonische Material frühzeitig „mnemotechnische Eigenarten angenommen, die sich in den kommenden Jahrhunderten weiter verstärkten. Viele Abschnitte der Reden des Buddha waren zu Wortblöcken erstarrt, die sich an allen passenden Stellen wiederholten; einige Suttas waren an verschiedenen Stellen im Kanon enthalten, andere durch Wiederholungen aufgebauscht.“
Einen „Ur-Kanon“ kann es nicht gegeben haben; dafür sind die einzelnen Pitakas zu verschieden. Die Textsicherung erfolgte auf den ersten drei buddhistischen Konzilen, auf denen die ersten beiden „Körbe“ verbindlich festgelegt und um das Kathāvatthu als Grundlage des dritten Korbs ergänzt wurden.

## Traditionen

### Pali-Kanon (Theravada)
Der Pali-Kanon ist der einzige vollständig in einer indischen Sprache erhaltene Kanon. Er geht auf die in Hinterindien und Ceylon verbreitete Vibhajyvāda-Schule der Theravada-Richtung zurück. Der Wortlaut kann seit dem Entstehen der großen Kommentare im 5. oder 6. Jahrhundert auf Ceylon als gesichert gelten.
Bis zum 6. Konzil war der Kanon in Ceylon, Burma, Thailand, Kambodscha und Laos nur handschriftlich verbreitet. Üblicherweise wurde er auf Palmblättern (selten Holz) festgehalten. Insbesondere das vom jeweiligen birmanischen König angeregte erneute Abschreiben war üblich. Ausgaben auf anderen Materialien, wie die wohl im 6. oder 7. Jahrhundert entstandene, 1897 in Hmawanza (Birma) auf Goldblättern gefundenen, sind selten.
Gedruckt wurde der Kanon, angeregt durch das Interesse europäischer Forscher, erstmals im späten 19. Jahrhundert. Fälschlicherweise wurde und wird der Pali-Kanon vielfach als der ursprüngliche, bzw. einzig richtige bezeichnet – ein Irrtum, der auf Indologen dieser Zeit zurückgeht. Die Ausgaben der Pali Text Society und die philologisch heute umstrittene, doch poetische deutsche Übersetzung Karl Eugen Neumanns haben ihn in westlichen Sprachen zugänglich gemacht.
Moderne Ausgaben:
- Text Series (Pali in lateinischer Schrift) seit 1882 und Translation Series (englisch) seit 1909 der Pali Text Soc.
- Nālandā-Devanāgarī-Pāli-ganthamālā; Patna 1956–1961 (Devanagari)
- Bengalische Schrift: Barigaṭṭhassa Tepiṭakam; Cetiga Nagare 1975
- Thailändische Schrift: 5 Ausgaben zwischen 1900 und 1950. Teilweise auf Palmblättern gedruckt – Titel: thailändisch พระไตรปิฎก [pʰrá tʰrai-pì-dòk]; BUDSIR (CD-ROM-Ausgabe, Bangkok 1988); weitere elektronische Versionen im Internet verfügbar.
- Mŭl-Schrift (Khmer): Braḥ Traipiṭ, 1931–1969, 110 Bände
- Laotische Schrift: Vientiane 1957, 3 Bände
- Tai-Khün-Sprache: Bra tripiṭaka. 1994–2001, 45 Bände
- Nord-Thai-Schrift: Bangkok 1996, 45 Bände
- Shan: Vinepitakat Pārācikan; Rankun 1959–1989; 35 Bände
- Mon: Vinayapiṭ ka Mahavibhanga; s. l. 1973–
- Jin Tripitaka (1115–1234) entdeckt 1933 im Kloster Guangsheng (Kreis Hongdong)
- japanisch: Nanden daizōkyō. Tōkyō 1935–1941 (Daizō Shuppan)

### Sanskrit-Kanon
Früh im Buddhismus Indiens bildeten sich verschiedene Schulen heraus, von denen jede ihren eigenen Kanon besaß; wie vollständig er jeweils war, ist nicht zu sagen. Die meisten der Texte sind mit der Verdrängung des Buddhismus in Indien (um 1200) verloren gegangen. Dabei muss betont werden, dass nicht der Pali-Kanon, sondern die Sanskrit-Urtexte (beginnend etwa im 1. Jahrhundert v. Chr.) die älteren sind.
Erhalten sind diese Texte jedoch nur noch in Handschriftenfunden aus Zentralasien – wie zum Beispiel Turfan – oder Nordindien – wie zum Beispiel Gilgit – oder als Rekonstruktionen aus Übersetzungen des chinesischen Sanzang und tibetanischen Kanjur.

### Zentralasien
In Zentralasien bestand eine Vielzahl von Schulen, die ihre Überlieferung auf verschiedene Texte, meist in Sanskrit, stützten. Die meisten chinesischen Übersetzungen basieren auf solchen Texten.

### Chinesischer Kanon
Der Überlieferung nach wurde der Buddhismus 61 in China eingeführt, doch ist sicher, dass es schon im 1. Jahrhundert v. Chr. dort Buddhisten gab. Der chinesische Kanon, Sanzang (三藏,  Sānzàng – „drei Kanon“), auch Dazangjing (大藏經 / 大藏经,  Dàzàngjīng – „große Sammlung der kanonischen Schriften“) genannt, ist zwar ebenso wie der Pali-Kanon in Sūtra (經 / 经,  jīng), Abidharma (論 / 论,  lùn) und Vinaya (律,  lǜ; aus fünf verschiedenen Überlieferungen) gegliedert, jedoch wird, basierend auf der Herkunft der Texte, weiterhin jeweils in Hinayāna und Mahāyāna geschieden. Dazu kommt noch die Gruppe „Vermischtes“ (雜 / 杂,  zá). Die sogenannten Agama-Sutras entsprechen inhaltlich im Wesentlichen dem Pali-Kanon. Weiterhin entstanden früh apokryphe Schriften.
Es ergab sich daher frühzeitig die Notwendigkeit einer Systematisierung. Belegt, jedoch meist verloren, sind u. a. die handschriftlichen Zusammenstellungen im Auftrag des Kaisers Wu Di (Liang-Dynastie) von 518, mit 2213 Werken. Weiterhin 533 oder 534 unter Xiao Wu (Nördliche Wei-Dynastie). Aus der ersten Blütezeit des chinesischen Buddhismus in der Sui-Dynastie, zwei unter Kaiser Wen Di von 594 und 602, eine weitere 605–616 unter Kaiser Yang Di. Zur folgenden Tang-Zeit zwei weitere 695 und, durch Kaiser Xuanzong, 730. Weiterhin existierte eine Sammlung aus der Zeit Kublai Khans (1285–1287).
Blockdrucke wurden erstmals unter der Song-Dynastie erstellt. Auch die nichtchinesischen Kitan- und Jurchen-Dynastien ließen solche anfertigen. Unter den Manju-Kaisern war Peking ein Zentrum der Kanon-Übersetzung. Dabei wurden auch tibetanische, mongolische und manjurische Ausgaben veranlasst.
Blockdrucke dieser Zeit (Auswahl):
- Shu-pen (蜀本,  shǔběn = Ssu-ch'uan und K'ai-pao-tsang 開寶藏 / 开宝藏,  Kāibǎozàng), 972–983, 1076 Werke in 480 Bänden, gedruckt in Chengdu
- Liao/Kitan-Ausgabe; Peking 1031–1064, 579 Bände
- Ch'ung ning wan-shou ta-tsang. Fu-chou 1080–1104, 564 Bände, dazu Ergänzung: Shou leng-yen i-hai ching. 1172, 595 Bände
- Ssu-ch'i yüan-chüeh tsang. Hu-chuo 1132–; 548 Bände, in Japan als Sung-Edition von 1239 bekannt
- Chi-sha tsang. 1231–1322; 591 Bände, auch als Mikrofiche
- Ssu-ch'i tzu-fu tsang. Hu-chuo 1237–1252
- P'u-ning tsang. 1278–1294, 578 Bände, in Japan als Yüan-Edition bekannt
- Nan-tsang. Nanking 1368–1398
- Pei-tsang. Peking 1402–1424; Ergänzung: Hsü ju tsang ching 1584, 693 Bände; reprint als Mi-tsang 1586–1606, darauf aufbauend Ausgabe des Kaisers Yung-cheng 1735–1738

Mit dem chinesischen Kulturexport kam der chinesische Kanon nach Korea, Japan und Vietnam.

### In Stein gemeißelter Kanon
Weiterhin existieren folgende in Stein gemeißelte Sammlungen Shijing (石經 / 石经):
- Kaiyuan Dazangjing (開元大藏經 / 开元大藏经 – „Kaiyuan-Kanon“)
- Fangshan Shijing (房山石經 / 房山石经 – „Steinerner Kanon von Fangshan“), Yunju-Kloster
- Jīngāng Jīng (金剛經 / 金刚经 – „Diamant-Kanon“), Shandong Tai Shan Shijingyu (泰山石經峪 / 泰山石经峪)
- Culaishan Dabanruo Jing (徂徠山大般若經 / 徂徕山大般若经 – „Steinerner Kanon von Culaishan“), Shandong  Culai Shan (徂徠山 / 徂徕山)
- Fengyu Shijing (風峪石經 / 风峪石经 – „Steinerner Kanon von Fengyu“), Shanxi Taiyuan
- Beixiangtang Shan Shijing (北响堂山石經 / 北响堂山石经 – „Steinerner Kanon von Beixiangtang Shan“), Hebei Beixiangtang Shan (北响堂山)

### Korea
Zwar soll der Buddhismus in Korea seit dem 4. Jahrhundert auf indische Mönche zurückgehen, jedoch basiert der erste koreanische Kanon auf dem Sung-Kanon, der an Kaiser Sŏng-jong (regierte von 982 bis 997) gesandt wurde. Darauf basierend erfolgte etwa 20 Jahre später (um 1010, 570 Bände) dann ein erster koreanischer Druck. Während der mongolischen Invasion 1232 wurden die Druckplatten zerstört, woraufhin dann die erste große koreanische Ausgabe in chinesischer Schrift veranlasst wurde. Diese Druckstöcke sind heute noch vorhanden.

### Japan
Erstmals gelangte der Buddhismus, und mit ihm die chinesische Schrift, über das Königreich Paekche, dessen Herrscher mit den japanischen versippt war, um 450 nach Japan. Erst ab dem 7. Jahrhundert bestanden direkte Verbindungen nach China, das besonders zur Tang-Zeit als Vorbild genommen wurde. Es folgte eine erste Blüte während der Nara-Zeit (8. Jahrhundert); erste buddhistische Handschriften sind aus der Zeit um 750 erhalten. Ein erster Druck soll 987 nach Japan gekommen sein. Kaiser Horikawa veranlasste 1102 den ersten japanischen Druck. Weitere sollen zwischen 1278 und 1288 sowie zwischen 1338 und 1358 gefolgt sein.
Das Tripiṭaka (jap. 一切経, Issaikyō „sämtliche Schriften“ oder 大蔵経, Daizōkyō „große Schriftensammlung“) in japanischer Tradition gliedert sich in die Abteilungen: Kyōzō (Sutra), Ritsuzō (Vinaya), Ronzō (Abidharma) und Zatsu (Vermischtes).
Der japanische Kanon wird bis heute in unveränderter chinesischer Originalschrift gelesen, wobei die Zeichen jedoch japanisch gesprochen werden. Für in Japan entstandene Abidhamma-Literatur wird meist der klassische Kanbun-Stil verwendet, bei dem die chinesischen Zeichen durch Lesehilfen ergänzt werden.
Die von Tetsugen Dōkō zusammengestellte Ausgabe des gesamten sino-japanischen buddhistischen Kanons, besteht aus 6956 Faszikeln, die im Holzdruckverfahren hergestellt wurden. Der Druck zeichnet sich durch die Klarheit und Größe der Zeichen aus. Die Grundlage bildete die chinesische Wan Li-Ausgabe der Ming-Dynastie, die um Ōbaku-spezifische Texte ergänzt wurde. Die Zusammenstellung ist alternativ als Ōbakuban Daizōku oder Ōbaku Tetsugen Issaikyō bekannt.
In neuerer Zeit haben sich gerade die Buddhisten Japans hervorgetan mit häufigen Drucken des Kanons, aber auch in der wissenschaftlichen Erforschung des Buddhismus. Bahnbrechend war der Kanon-Katalog Nanjio’s (in der älteren Literatur meist: NJ [Nummer]). Die nicht fehlerfreie Taishō-Ausgabe (jap. Taishō Shinshū Daizōkyō) 大正新脩大藏經,  Dàzhèng xīnxiū dàzàngjīng,  Ta-cheng hsin-hsiu ta-tsang-ching, benannt nach dem Ära-Namen des Tennō (Taishō, Äraname 1912–1926 des Japanischen Kaisers Yoshihito 嘉仁) zur Zeit des Erscheinens, gilt heute als die vollständigste Edition des chinesischen Kanons (in der Regel zitiert als „T. [Vol. No.]“). Das Bukkyō Dendō Kyōkai (Numata Center for Buddhist Translation and Research) hat 1982 damit begonnen, den gesamten Taishō (unkommentiert) ins Englische zu übersetzen, ein Projekt, das etwa 100 Jahre in Anspruch nehmen soll.

### Tangutisch
Bereits die Kaiserin Luo des nordtibetischen Tangutenreiches (11. bis 13. Jahrhundert; W.-G.: Hsi-hsia; PinYin: Xixia) hatte um 1190 die Ausbreitung buddhistischer Schriften gefördert. 1302 wurde eine tangutische Ausgabe vollendet.

### Vietnam
Auch Vietnam, obwohl nahe an Indien gelegen, erhielt den Buddhismus aus China. Im Jahr 1008 erbat Lê Đại-Hành das komplette Tripiṭaka (viet.: Đại-tạng) aus China und erhielt es. Ebenso 1018, 1034 und 1239. Diese letztere Version wurde auf Veranlassung von Trân Anh-tôn veröffentlicht.

### Manjurisch
Bei den Manjurischen Übersetzungen handelt es sich um Teilausgaben des chinesischen San-tsang, die erst im 18. Jahrhundert erfolgten.

### Tibetischer Kanon
Die tantrischen Vajrayāna-Schriften, die im 1. Jahrtausend u. Z. entstanden, wurden nicht mehr als Teil des Sanskrit-Kanon betrachtet. Deshalb ist der tibetische Kanon, der solches Material mit einbezog, anders gegliedert. Nämlich,  'Dul-ba (Vinaya), Śerphyin (Prajñāpāramīta), Phal-chen (Buddhāvataṃsaka), dKon-brtsegs (Ratnakŭṭa), mDo-se (Sūtrānta), rGyud-'bum (Tantra).
Der Buddhismus soll im 7. Jahrhundert von Padmasambhava nach Tibet gebracht worden sein, jedoch gab es auch chinesische Einflüsse. König Khri-sron-lde-btsan entschied sich für die indische Tradition. Es folgte im 9. Jahrhundert die Unterdrückung des Buddhismus, der im 10. oder 11. Jahrhundert eine zweite („späte“) Bekehrung folgte. Beginnend im 8. Jahrhundert, der „frühen Übersetzungsperiode“, in der Inder und Tibeter zusammenwirkten, wurde ein verbindliches terminologisches Wörterbuch, das Mahāvyutpatti, geschaffen. Um 900 wurden erstmals Kataloge der existierenden Schriften, sogenannte them-byan, erstellt.
In der „zweiten Übersetzungsperiode“ ab dem 11. Jahrhundert kamen bedeutende Sammlungen von Texten indischer Pandits hinzu, die dann Kanjur (tibetisch བཀའ་འགྱུར, bKa’-’gyur „Übersetzung der Worte“) bzw. Tanjur (བསྟན་འགྱུར, bsTan-’gyur „Übersetzung der Lehre“) bildeten, wobei nur die erstere kanonische Literatur enthält. Tibetische Übersetzungen sind für die Rekonstruktion der indischen Originale von Bedeutung, da sie, im Gegensatz zu chinesischen Ausgaben, wörtliche Übersetzungen sind.
Der erste tibetische Katalog war der um 1320 im Kloster Narthang entstandene, dessen Revision, der Tshal-pa bKa'-'gyur, die Grundlagen späterer Ausgaben bildeten. Die Überarbeitung des Tanjur erfolgte durch Bu'ston (1290–1364), der auch die Orthographie standardisierte.
Für den Kanjur lassen sich, grob gesagt, aufgrund der Textkritik zwei Überlieferungsstränge, ein westlicher und östlicher, erarbeiten. Die östliche spaltet sich wiederum in einen Lithang und einen Peking-Zweig. Aufgrund der Vielzahl der unterschiedlichen Manuskripte und Blockdrucke kann eine abschließende Beurteilung noch nicht gegeben werden. Der heute akzeptierte Kanjur umfasst 1055 Werke in 92 Bänden, Tanjur 224 Bände mit 3626 Werken.
Es sollen folgende Kanon-Ausgaben existiert haben (unvollständige Aufzählung):
1. Manuskripte:
  - Them-spans-ma-Ms. (Gyantse)
  - Lithang-, Cone-, Derge-, Urga-, Wara- und Ra-skya-Editionen (westliche Überlieferung)
  - 2 Kanjur- (bZad-pa-rtsal- und Sans-rgyas-rygya-mtsho) und eine Tanjur-Ausgabe aus der Zeit von Ngawang Lobsang Gyatso, 5. Dalai Lama (1617–1682)
  - Nu-ma-Kanjur
  - Tshal-gun-than-Kanjur (80 Bände)
  - rJes-rku-'bum-Kanjur (Amdo, 102 Bände)
  -  'Phyon-rgyas-Tanjur (234 Bände, 15. Jahrhundert)
  - je ein burjätischer (unsicher: Druck 17. Jahrhundert) und bhutanesischer
2. Blockdrucke:
  - Zuerst aus dem Kloster Narthang (ab 1320) und Lhasa
  - Peking-Drucke, um 1410, erstmals in Tibet nachgewiesen 1416, nachgedruckt 1606 und mehrmals im 17. oder 18. Jahrhundert

### Mongolischer Kanon
Zur Zeit der Yüan-Dynastie gewannen tibetische Mönche Einfluss bei Hofe. Erste Übersetzungen erfolgten unter Kaiser Wuzong (regierte von 1307 bis 1311), größere Teile folgten nach der „zweiten Bekehrung“ durch die Gelbmützen-Sekte unter Altan Khan (1507–1582). Eine vollständige Übersetzung des gesamten Kanjur (1628–1629), 113 Bände in Gold und Silber niedergeschrieben (badam altan ganjur), wurde in fünf Kopien hergestellt.
Pekinger Ausgaben:
- K'ang-hsi. 1717–1720; 108 Bände [Kanjur]
- Ch'ien-lung. 1742–1749: 226 Bände [Tanjur]; 1759, 1790: Kanjur
- Lokesh Chandra: Mongolian Kanjur. Delhi 1973; 108 Bände, Nachdruck des K'ang-hsi
- F. A. Bischoff: Der Kanjur und seine Kolophone … Bloomington 1968

### Bibliographie
- Edward Conze: Buddhist Scriptures:  A Bibliography. Edited and revised by Lewis Lancaster. Garland, New York 1982.
- Günter Grönbold: Der buddhistische Kanon – Eine Bibliographie. Harrassowitz, Wiesbaden 1984, ISBN 3-447-02472-0. (Grundlegend, besonders für Drucke in asiatischen Schriften)
- Peter Pfandt: Māhāyana Texts Translated into Western Languages – A Bibliographical Guide. Brill i.K., Köln 1986, ISBN 3-923956-13-4.

### Pali-Kanon
- Hellmuth Hecker: Der Pali-Kanon. Ein Wegweiser durch Aufbau und deutsche Übersetzungen der heiligen Schriften des Buddhismus. Selbstverlag, Hamburg 1965.
- Karl Eugen Neumann. Die Reden Gotamo Buddhos: Gesamtausgabe in drei Bänden. Artemis, Zürich; Zsolnay, Wien, 1956/57.
  - Band I: Aus der mittleren Sammlung Majjhimanikāyo. zum ersten Mal übersetzt; 1956. Original: München 1896–1902
  - Band II: Aus der längeren Sammlung Dighanikāyo. des Pāli-Kanons übersetzt; 1957. Original: München, 1907–1912
  - Band III: Die Sammlung der Bruchstücke. Die Lieder der Mönche und Nonnen. Der Wahrheitspfad. Anhang. 1957. (Auszug aus dem Khuddaka-Nikaya) Original: München, 1907–1912

(Diverse Neuauflagen von Digha- und Majjhimanikāyo: Beyerlein & Steinschulte, Herrnschrot 1995/96, ISBN 3-931095-15-0; Lempertz, Bonn 2006, ISBN 3-933070-86-4; Digitale Edition: Directmedia, Berlin 2004, ISBN 3-89853-186-4. (Die digitale Bibliothek 86))
- Karl Eugen Neumann (Übers.). Die Reden Gotamo Buddhos; aus der mittleren Sammlung Majjhimanikayo des Pali-Kanons, München R. Piper, 3 Bände, 1922. Bd.1/Digitalisat Bd.2/Digitalisat Bd.3/Digitalisat
- Karl Eugen Neumann (Übers.). Die Reden Gotamo Budhos, aus der Sammlung der Bruchstücke Suttanipato des Pali-Kanons, München R. Piper 1911. Digitalisat
- Die Reden des Buddha. Gruppierte Sammlung Samyutta-Nikaya. Vorwort von Hecker, Übersetzung von Geiger, Nyanaponika und Hecker, Beyerlein & Steinschulte, Herrnschrot 1997.
- Die Lehrreden des Buddha aus der Angereihten Sammlung [Anguttara-Nikaya]. Aus dem Pali übers. von Nyanatiloka. Überarbeitet und herausgegeben von Nyanaponika, Aurum, Braunschweig 1993. (= München 1922 oder 1923)
- Verlage:
  - Pali Text Society. London.
  - Buddhist Publication Society. Kandy – Pali-Textausgaben und englische Übersetzung

### Sanskrit
- Raghu Vira, Chandra Lokesh: Gilgit Buddhist manuscripts. Delhi 1996, 1995.
- A. S. Altekar (Hrsg.): Tibetan Sanskrit works series. Patna 1959.
- Bibliotheca Buddhaica. St. Petersburg 1897. (Reprint: Osnabrück 1970)
- Sanskrittexte aus den Turfanfunden. Berlin 1955 – in lateinischer Transkription.
- Moriz Winternitz: Geschichte der Indischen Literatur. Leipzig, 1920, Bd. 2: Die buddhistische Litteratur und die heiligen Texte der Jainas.  Digitalisat

### Sino-japanischer Kanon
- Akanuma Chizen: The comparative Catalogue of Chinese Āganas und Pāli Nikāyas – Kampa shibu shiagon goshōroku. Nagoya 1929, Tōkyō 1958.
- Fukuda Gyōkai, Shimada Bankon, Shikikawa Seiichi: Dai Nihon kōtei shukusatsu dai zōkyō. Kōkyō Shoin, Tokyo, 1880–1885, 418 Bände, gilt als die akkurateste moderne Ausgabe
- Hu-von Hinüber, Haiyan; Übersetzungs- und Überlieferungsgeschichte des chinesischen Tripitaka; 1984
- Kenneth Ch'en, Notes on The Sung and Yuan Tripitaka. In: Harvard Journal of Asiatic Studies. Vol. 14, No. 1/2 (Jun., 1951), S. 208–214 Harvard-Yenching Institute; Notes on The Sung and Yuan Tripitaka
- Maeda Eun, Nakano Tatsue: Dai Nihon kōtei zōkyō. Kyoto 1902–1905, 347 Bände, auch als Manjiban bekannt
- Maeda Eun, Nakano Tatsue: Dainippon zoku zōkyō. Kyoto 1905–1912; 750 Bände, Hauptquelle für chinesische buddhistische Literatur nach der T'ang-Zeit
- Nakano T. (Hrsg.): Shōwa shinsan kokuyaku dai zōkyō. Tōkyō 1919–1921, 50 Bände
- Nakano T. (Hrsg.): Shōwa shinsan kokuyaku dai zōkyō zoku no bu.Tōkyō 1936–1948, 59 Bände
- Nanjio Bunyiu: A catalogue of the Chinese Translation of the Buddhist Tripitaka …. Oxford 1883 Internet Archive (PDF; 15,7 MB)
- Shanghai yingyin Songban zangjinghui: Songzang yizhen. Yingyin Songban zangjinghui, Shanghai 1935, basiert auf der Ch'in-Edition, vollendet um 1173
- Shanghai yingyin Songban zangjinghui: Song Jishaban Da zangjing. Yingyin Songban zangjinghui, Shanghai 1935–1936, 591 Bände, basiert auf der Sung-Edition um 1322
- Takakusu Junjirō; Watanabe Kaigyoku 大正新修大蔵経: Taishō shinshū daizōkyō. Taishō issaikyō kankokai, Tōkyō 1922–1932, 100 Vol. – Inhalt: Vol. 1-55 indische und chinesische Werke; Vol. 56-84 japanische Werke; Vol. 85 Varia; dazu 12 Bände Bildteil, Erschließend: Repertoire du Canon Bouddhique Sino-Japonaise. Paris 1978; Index; Taishō shinshū daizōkyō …; Tōkyō 1926–1985, 50 Vol.

### Koreanischer Kanon
- Koryŏ taejanggyŏng. (Koryŏ-Kanon), Tongguk University Press, Seoul, 1976. Faksimile der Xylographie um 1251
- Lewis R. Lancaster, Sung-bae Park: The Korean Buddhist Canon: A Descriptive Catalogue. University of California Press, Berkeley, Los Angeles 1979.
- Tongguk taehakkyo pulgyo munhwa yŏn'guso: Han'guk pulgyo ch'ansul munhŏn ch'ongnok. Tongguk Taehakkyo Ch'ulp'anbu, Seoul 1976.

### Tibetischer Kanon
- Bo-doṅ Paṇ-chen Phyogs-las-rnam-rgyal (1375–1450): Encyclopedia tibetica. Tibet House, New Delhi, 1969–1981, Photoreprint, Tanjur
- Helmut Eimer: The early Mustang Kanjur catalogue: a structured edition of the mDo snags bka'-'gyur dkar-chag and of Nor chen Kun dga' bza' po’s bKa' 'gyur ro-cog-gi dkar-chag bstan-pa gsal-ba'i sgron-me. Wien 1999
- Helmut Eimer: Location list for the texts in the microfiche edition of the Phug brag Kanjur: compiled from the microfiche edition and Jampa Samten’s descriptive catalogue. Tokio 1993, ISBN 4-906267-32-7.
- Günter Grönbold: Die Worte des Buddha in den Sprachen der Welt: Tipiṭaka – Tripiṭaka – Dazangjing – Kanjur; eine Ausstellung aus dem Bestand der Bayerischen Staatsbibliothek. München 2005, ISBN 3-9807702-4-9.
- Louis Ligeti: Catalogue du Kanjur Mongol imprimé. In: Bibliotheca orientalis Hungarica. 3,1. Budapest 1942.
- The Tog Palace manuscript of the Tibetan Kanjur. Smanrtsis Shesrig Dpemzod, Leh 1975–1981, 109 Bände
- Sde-dge Mtshal-par Bka'-'gyur. New Delhi 1976–1979 109 Vol. – Faksimile des Si-tu Paṇ-chen Chos-kyi-ʼbyuṅ-gnas. 1700–1774; auch auf 10 CD-ROMS
- Daisetz T. Suzuki (Hrsg.): Eiin Pekin-ban Chibetto Daizzōkyō. Tibetan Tripitaka Research Institute, Kyoto, 1955–1961 – Peking-Ausgabe
- MibuTaishun: Chibetto Daizokyō Narutan-ban Ronshobu mokuroku. Tokyo 1967, Vergleichende Aufstellung des tibetischen Tripitaka der Narthang-Edition (Bstan-hgyur) mit der Sde-dge-Edition
- Tarthang Tulku: The Nyingma edition of the sDe-dge bKa'-'gyur/bsTan-'gyur. Dharma Publ., Oakland 1980.

### Übersetzungen in westliche Sprachen
- Bibliography of Translations from the Chinese Buddhist Canon into Western Languages, aufgerufen am 7. August 2013.
- Numata Center for Buddhist Translation and Research, Berkeley. englische Übersetzungen aus der Taisho Tripitaka, z. T. auch als pdf-Dateien verfügbar.

### Konkordanz
Konkordanzen zwischen den einzelnen Katalogen des Kanon lassen sich im Internet ermitteln:
- Korean Buddhist Canon: A Descriptive Catalogue (Taishō, Nanjio, Tripitaka Koreana, Tōhoku)
- WWW Database of Chinese Buddhist texts (Zhonghua Dazangjing, Taishō, Nanjio, Tripitaka Koreana)